# The Flamin' Groovies
The Flamin' Groovies är ett amerikanskt rockband bildat 1965. Musikgruppen hade aldrig några hits, men var ett mycket populärt och inflytelserikt kultband.
Bandet hette först The Chosen Few och sedan The Lost and Found. Medlemmarna bestod då av Roy Alan Loney på sång, Tim Lynch på gitarr, George Alexander på bas, Cyril Jordan på gitarr och Ron Greco på trummor. Bandet upplöstes tillfälligt under 1967 och återuppstod senare samma år som Flamin' Groovies. Ron Greco hade då ersatts av Danny Mihm. Det var den här uppsättningen musiker som spelade in gruppens fyra första album varav de tre senaste räknas som deras bästa album. Loney lämnade gruppen 1971 efter oenigheter med Cyril Jordan. Han ersattes av Chris Wilson. Bandet var tillsammans med MC5 och The Stooges inspirationskälla till många punk- och new-wave-band under sena 1970-talet.
Efter att Loney lämnat bandet begav man sig till England där man inledde ett samarbete med Dave Edmunds som till att börja med producerade ett par singelskivor och sedan de två första av de tre LP som gavs ut på skivbolaget Sire. Bandet hade då övergett sina rötter i rå amerikansk rock'n roll och man var mer influerade av tidiga The Beatles och Paul Revere & the Raiders. "Shake Some Action" var den här uppsättningens mästerverk. Tim Lynch ersattes 1971 av James Ferrell som i sin tur ersattes 1978 av Mike Wilhelm från The Charlatans. Danny Mihm ersattes ca. 1975 av David Wright.
Cyril Jordan och George Alexander fortsatte att bära bandets namn med diverse medmusiker under 1980-talet och gav ut några skivor. 1992 gav man ut Rock Juice som var en värdig avslutning som spelats in med hjälp av Jack Johnson på sång och gitarr samt Paul Zahl och Kenny Dale Johnson på trummor.
Roy Loney inledde en solokarriär 1978 och gör skivor i stil med de tidiga Flamin' Groovies.
Cyril Jordan och Roy Loney återförenades under 2008 för några bejublade konserter kompade av The A-Bones.

## Diskografi
Studioalbum
- Supersnazz (1969)
- Flamingo (1970)
- Teenage Head (1971)
- Shake Some Action (1976)
- Flamin' Groovies Now! (1978)
- Jumpin' in the Night (1979)
- One Night Stand (1987)
- Rock Juice (1992)
- Step Up (1993, demo)
- Fantastic Plastic (2017)

Livealbum
- Bucketful of Brains (1983)
- '68 (1984)
- '70 (1984)
- Live at the Whiskey a Go-Go '79 (1985)
- Rockin' at the Roundhouse - Live in London 1976 & 1978 (1993)
- Live at the Festival of the Sun (1995)
- In Person!!!! (1997)

EP
- Sneakers (1968)
- Gonna Rock Tonite (1972)
- Grease (1973)
- Slow Death (1976)
- Feel a Whole Lot Better (1978)
- The Gold Star Tapes (1984)
- Rockfield Sessions (1989)
- Daytrotter Session (2014)

Singlar
- 1968 – "Rockin' Pneumonia and the Boogie Woogie Flu" / "The First One's Free"
- 1968 – "Somethin' Else" / "Laurie Did It"
- 1971 – "Teenage Head" / "Evil Hearted Ada"
- 1972 – "Slow Death" / "Tallahassee Lassie"
- 1972 – "Married Woman" / "Get a Shot of Rhythm and Blues"
- 1974 – "Jumpin' Jack Flash" / "Blues From Phillys"
- 1974 – "You Tore Me Down" / "Him or Me"
- 1975 – "Let the Boy Rock'n'Roll" / "Yes It's True"
- 1976 – "Don't You Lie to Me" / "She Said Yeah" / "Shake Some Action"
- 1976 – "I Can't Hide" / "Teenage Confidential"
- 1976 – "Shake Some Action" / "Teenage Confidential"
- 1977 – "I Can't Explain" / "Little Queenie"
- 1978 – "Feel a Whole Lot Better" / "Paint It Black" / "Shake Some Action"
- 1978 – "Move It" / "When I Heard Your Name"
- 1979 – "Absolutely Sweet Marie" / "Werewolves of London" / "Next One Crying"
- 1981 – "River Deep Mountain High" / "So Much in Love"
- 1986 – "Kicks" / "Slow Death"
- 1986 – "Way Over My Head" / "Shakin' "
- 1987 – "Only What You Want Me to Be" / "She Satisfies" / "Shake Some Action (live)"
- 1987 – "Shake Some Action" / "Teenage Head (live)"
- 1989 – "Step Up (live)" / "Noose Around My Neck" (Flamin' Groovies / Denver Mexicans)
- 2010 – "Baby Scratch My Back" / "Carol"